# Voie intrathécale
De manière générale, l'adjectif « intrathécal(e) » est un terme médical signifiant « au sein d'une cloison ».

## En médecine
En médecine humaine ou vétérinaire, on parle de ponction intrathécale ou d'injection intrathécale, donc faites dans un compartiment fermé ou un espace virtuel. On parle aussi de voie intrathécale

## Cas le plus fréquent
L' injection intrathécale désigne en général plus particulièrement une injection sous l'arachnoïde (une des trois méninges). 
L'injection dans l'espace sous-arachnoïdien permet d'atteindre le liquide céphalo-rachidien qui diffusera à son tour le produit injecté. 

Pour la voie intrathécale dans ce cas, on parle aussi de voie intrarachidienne ou de voie spinale, tous ces termes indiquant une injection (ou ponction) dans le même endroit ; entre l'arachnoïde et la pie-mère. Elle est particulièrement utilisée pour la rachianesthésie.
Certains tests (par exemple, la PCR pour détecter la neuroborréliose de Lyme, l'une des expressions possibles de la maladie de Lyme) se montrent plus efficaces sur un échantillon prélevé par voie intrathécale que sur le LCS classique (liquide cérébrospinal) ; une étude de 2002 a évalué la PCR sur le LCS de 190 patients confirmés atteints de neuroborréliose non traitée ; l'ADN de B. burgdorferi n'a été détecté que dans 17 à 21 % des cas et plutôt chez les malades chroniques. La mesure de la production intrathécale d'anticorps spécifiques s'est avérée plus performante.